# إقليم تانغا
إقليم تانغا (بالسواحلية: Mkoa wa Tanga)‏ هو إقليم إداري في تنزانيا. تبلغ مساحة الإقليم 26,667 كـم2 (10,296 ميل2). يُمكن مقارنة الإقليم قابل من حيث مساحة اليابسة بمساحة الأرض المشتركة لدولة بوروندي القومية. العاصمة الإقليمية هي بلدية مدينة تانغا. يقع الإقليم في شمال شرق تنزانيا، ويحده كينيا وإقليم كليمنجارو من الشمال وإقليم مانيارا من الغرب وإقليم موروغورو وبواني من الجنوب. له خط ساحلي شرقًا مع المحيط الهندي. وفقًا للتعداد الوطني لعام 2012، كان عدد سكان الإقليم 2 045 205 نسمة.

## تاريخ
كانت الإقليم يُعرف سابقًا باسم مقاطعة تانغا ويضم ولايتي سامي وموانغا الموجودة حاليًا في إقليم كليمنجارو.

## جغرافية

### الجيولوجيا والتضاريس
إقليم تانغا هو الإقليم الخامس عشر من حيث الحجم حيث تبلغ مساحته 26,667 كـم2 (10,296 ميل2)، بعد إقليم سونغوي ذو 27,656 كـم2 (10,678 ميل2). مساحة تحتل 3٪ من البلاد. بالمقارنة، تعد تانغا أكبر من دولة بوروندي الأفريقية ذات المساحة 25680 كيلومتر مربع. تشترك إقليم تانغا في الحدود البرية مع أربع أقاليم أخرى وثلاث أقاليم عبر قناة بيمبا ‏ وهي ؛ إقليم بيمبا الشمالية ‏ وإقليم بيمبا الجنوبية ‏ وشمال زنجبار. إقليم تانغا الشمالية الغربية مرتفعة الارتفاع، وهي موطن لجبال أوسامبارا وأعلى نقطة في إقليم تانغا هي قمة تشامبولو على ارتفاع 2289 مترًا فوق مستوى سطح البحر. أكبر وأطول نهر في إقليم تانغا هو نهر Pangani، يتغذى من نهر Umkomazi ونهر Soni ونهر Lwengera. تقع إقليم تانغا بين 4 و6 درجات جنوب خط الاستواء. نهر رئيسي آخر، نهر مليجاسي يشكل الحدود الجنوبية بين إقليم بواني وإقليم تانغا. يعد إقليم تانغا أيضًا موطنًا لأكبر نظام كهوف في شرق إفريقيا، وتقع كهوف أمبوني على بعد بضعة كيلومترات شمال مدينة تانغا.

### النباتات والحيوانات
يُعد تانغا موطنًا للتنوع البيولوجي الغني للنباتات والحيوانات. إقليم تانغا هو موطن لاثنين من المتنزهات الوطنية الكبرى، متنزه مكومازي الوطنية، مشترك مع إقليم كليمنجارو الجنوبية. الحديقة هي موطن وحيد القرن الأسود المهددة بالانقراض والكلب البري الأفريقي. الحديقة الوطنية الثانية في إقليم تانغا هي متنزه سعداني الوطنية، الحديقة الوطنية الوحيدة في البلاد التي تشترك في ساحل المحيط.
في الجزء الشمالي الغربي من الإقليم توجد جبال أوسامبارا مع محمية أماني الطبيعية، موطنًا للحيوانات المستوطنة مثل ضفدع شجرة غابة أماني وضفدع أوسامبارا. في الغابة، عُثر على أنواع الطيور النادرة مثل نسر بومة أوسامبارا وحباك يوسمبارا وطائر السمنة المغرد أوسامبارا وأوسامبارا سنبير مزدوج الياقة. بالإضافة إلى ذلك، عُثر على الزواحف النادرة مثل أوسامبارا، والثدييات المهددة بالانقراض مثل الزبابة أوسامبارا في الجبال. يقع بالقرب من ساحل تانغا موطن شوكيات الجوف. تمتلك تانغا واحدة من أكبر المنتزهات البحرية المحمية، منتزه تانغا كولاكانث البحري. عُثر على أطوم المهددة بالانقراض قبالة الساحل في ولاية مكينغا بالقرب من جزيرة كيروي.

### مناخ
إقليم تانغا لديها مناخ السافانا الاستوائية مع تصنيف مناخ كوبن 49 وAw. تانغا الغربية على هضبة هانديني شبه قاحلة وجافة. أين تقع جبال أوسامبارا التي تشترك في مناخ أكثر اعتدالًا. يتلقى إقليم تانغا مستوى هطول الأمطار السنوي من 1100 إلى 1400 ملم، وغالبًا ما تمطر في أبريل إلى مايو خلال موسم الأمطار. يتعرض إقليم غرب تانغا لهطول أمطار سنوي أقل بمعدل 600 ملم سنويًا، بينما تتلقى بعض أجزاء جبال أوسامبارا ما يصل إلى 2000 ملم سنويًا. متوسط نطاق درجة الحرارة خلال الأشهر الحارة من ديسمبر إلى مارس هو 32 درجة مئوية ودرجة الحرارة الدنيا 26 درجة مئوية.بالمقارنة، متوسط نطاق درجة الحرارة خلال الأشهر الأكثر برودة من مايو إلى أكتوبر هو 28 درجة مئوية ودرجة الحرارة الدنيا 20 درجة مئوية.

## التركيبة السكانية

### سكان
بلغ عدد سكان إقليم تانغا في عام 2012 حوالي 2045205 نسمة. تضم ولاية ليشوتو ‏ أعلى عدد من السكان يبلغ 492.441 نسمة. ولاية بانجاني لديها أدنى عدد من السكان حيث يبلغ 54،025 نسمة. تعد تانغا موطنًا لنحو ست مجموعات أخلاقية رئيسية من السكان الأصليين. إنها موطن الأجداد لشعب بوندي وتقع على الساحل الشرقي الأوسط لإقليم تانغا، ومعظمهم في ولاية بانجاني وولاية موهيزا. معظم مناطق تانغا الغربية هي موطن لشعب Zigula، ومعظمهم في ولاية Handeni.

### المجتمعات الدينية
يمارس غالبية سكان إقليم تانغا الإسلام السني مع عناصر من الديانات الأفريقية التقليدية منذ إدخال الإسلام إلى ساحل تنجان من خلال التجارة خلال العصر السواحلي في القرنين التاسع والعاشر.

## اقتصاد

### زراعة
تانغا هي واحدة من أكبر المنتجين الزراعيين في شرق إفريقيا، وخاصة الحمضيات. الزراعة هي أكبر رب عمل في إقليم تانغا. يغطي الحزام الساحلي من 0 إلى 15 مترًا فوق مستوى سطح البحر معظم ولاية بانجاني، وهو شريط ساحلي صغير في ولاية ميهازا وولايتي تانغا ومكينغا. المحاصيل المزروعة في هذا الحزام الساحلي في تانغا هي جوز الهند والسيزال والكاجو والذرة والكسافا والأرز والأعشاب البحرية. تتشابه المحاصيل المزروعة في السهول الرطبة في تانغا مع الحزام الساحلي بدون الأعشاب البحرية، ولكنها تشمل القطن.

## التقسيمات الإدارية

### المناطق
تنقسم إقليم تانغا إلى إحدى عشرة مقاطعة، يدير كل منها مجلس:
|                  | Handeni District | 276646 |
| Handeni Town     | 79.056           |        |
| Kilindi District | 236.833          |        |
| Korogwe District | 242،038          |        |
| Korogwe Town     | 68308            |        |
| Lushoto District | 332436           |        |
| Muheza District  | 204461           |        |
| Mkinga District  | 118.065          |        |
| Pangani District | 54،025           |        |
| Tanga City       | 27332            |        |
| Bumbuli District | 174938           |        |
| المجموع          | 2045205          |        |

## مشاهير
- مبيغا، ملك السامبا من القرن التاسع عشر.
- كيمويري يا نيومباي، ملك سامبا في القرن التاسع عشر.
- كيمويري مبوتا ماجوغو، آخر ملوك شامبا لسلالة كيليندي.
- شعبان بن روبير شاعر تنزانيا وطنى.
- كلايست سايكس، ناشط سياسي، أحد الآباء المؤسسين لتنجانيقا.
- عبدي باندا، لاعب كرة قدم تنزاني.
- سودهار بوشار، ممثل بريطاني.
- رونالد في كلارك، عالم الجريمة البريطاني
- غادييل كاماغي، لاعب كرة قدم تنزاني
- بشير خانبهاي، سياسي بريطاني
- رشيد ماتوملا، ملاكم تنزاني
- مايكل ريجلز، محام بريطاني
- حسن مواكينيو، ملاكم تنزاني

## روابط خارجية
- Official website
- الملف الاجتماعي والاقتصادي لمنطقة تانغا